# Місто страху (фільм, 1984)
«Місто страху» (англ. Fear City) — американський гостросюжетний трилер 1984 року режисера Абеля Феррари.

## Сюжет
Стриптизерок в Манхеттені, переслідує і вбиває псих. Детектив поліції разом з колишнім боксером, нині приватним детективом, найняті власником стриптиз-клубу, щоб розшукати маніяка, перш ніж той знову завдасть удару.

## У ролях
| Актор                           | Роль                   |
| ------------------------------- | ---------------------- |
| Том Беренджер                   | Метт Россі             |
| Біллі Ді Вільямс                | Аль Вілер              |
| Джек Скалія                     | Ніки Парзено           |
| Мелані Гріффіт                  | Лоретта                |
| Россано Брацці                  | Кармін                 |
| Рей Дон Чонг                    | Лейла                  |
| Джо Сантос                      | Френк                  |
| Майкл В. Гаццо                  | Майк                   |
| Жан Мюррей                      | Гольдштейн             |
| Джанет Джуліан                  | Рубі                   |
| Даніель Фаральдо                | Санчес                 |
| Марія Кончіта Алонсо            | Сільвер                |
| Ола Рей                         | Хоні                   |
| Джахангір Гаффари (Джон Фостер) | Пазо                   |
| Емілія Кроу                     | Бібі                   |
| Ніна Джонс                      | Діксі                  |
| Френк Ронціо                    | Гаррі                  |
| Хуан Фернандес                  | Джордж                 |
| Джим Боєк                       | Архітектор             |
| Вінні Аргіро                    | Бруно                  |
| Карл Страно                     | священик               |
| Бен Кронен                      | диктор клубу           |
| Медісон Мейсон                  | лікар Лейли            |
| Білл Гендерсон                  | лікар Нікі             |
| Віктор Ріверс                   | Джиммі                 |
| Джо Палезе                      | Тоні                   |
| Джо Ші                          | Сальві                 |
| Боб Йозерс                      | сержант                |
| Джон Роселіус                   | менеджер Россі         |
| Трейсі Гріффіт                  | Сандра Кук             |
| Лорі Істсайд                    | дівчина Голді          |
| Шерон Ентон                     | подруга Френка         |
| Барбара Ендрюс                  | офіціантка             |
| Джеймс Брюер                    | суддя                  |
| Альваро Лопез                   | менеджер Ріо           |
| Едді Руффало                    | секундант              |
| Джой Мішель                     | Metropole танцівниця 1 |
| Лінда Лі                        | Metropole танцівниця 2 |
| Пітер Меле                      | кілер 1                |
| Роберт Міано                    | кілер 2                |
| Рафаель Берко                   | кілер 3                |
| Ентоні Пондзіні                 | гангстер 1             |
| Френк Сіверо                    | гангстер 2             |
| Брент Дженнінгс                 | торговець 1            |
| Вільям Кеннеді                  | торговець 2            |
| Роберт Гіарратано               | клієнт 1               |
| Пітер Гумені                    | клієнт 2               |
| Джастін Де Роза                 | поліцейський 1         |
| Адріан МакНайт                  | поліцейський 2         |
| Джон Беронс                     | поліцейський 3         |
| Кендалл Карлі                   | медсестра 1            |
| Ненсі Мотт                      | медсестра 2            |
| Крістін Грінберг                | медичний технік        |
| в титрах не вказані             |                        |
| Трішіа Браун                    | танцівниця             |
| Джон Дель                       | відвідувач бару        |
| Гелен Келлі                     | дівчина в клубі        |
| Аннабель Ларсен                 | танцівниця             |